# Francesc Izard Gavarró
Francesc Izard Gavarró (Sabadell, 1948) és esquiador i directiu esportiu.
Fundador del Club Alpí Falcó, de Sabadell,també ha estat president de la Federació Catalana d'Esports d'Hivern, entre el 1983 i el 1995. Durant el seu mandat va crear un total de dotze lligues catalanes en les modalitats d'esquí alpí i d'esquí de fons, i integrà a la federació altres esports d'hivern com els salts d'esquí (1986), el trineu amb gossos i la pulca escandinava (1991), el patinatge artístic (1992) o l'hoquei sobre gel (1995) el surf de neu, el patinatge de velocitat en pista coberta i el bobsleigh. En l'àmbit organitzatiu, l'estació d'esquí Baqueira Beret va acollir la Copa del Món d'esquí artístic l'any 1989, en la qual el català Martí Rafel va ser tercer a la combinada. Ha estat un dels millors esquiadors veterans catalans que ha participat en competicons estatals i europees.